# Xenos
Xenos是由ATI替微软的Xbox 360設計的顯示核心，代号为R500。它是业界首款采用可编程统一着色架构的顯示核心。
它有3个着色器矩阵，每个矩阵有16个5D向量的SIMD单元。每個单元都可以運算頂點和像素數據。但是，它的功能與現在的DirectX 10顯示核心是有所分別的，因為每個矩阵同一周期中，只能運算同一类型的指令。新的DirectX 10顯示核心能同時運算頂點和像素數據。另一個分別是，Xenos不設有幾何著色器，所以不能生產多边形。需要CPU參與其中。
緩衝記憶體方面，有10MB EDRAM直接焊在顯示核心的封裝上，顯示核心能直接與該EDRAM交換數據，而頻寬是256GB/s。而每个矩阵皆拥有独立的顶点缓存，所有的矩阵都利用該10MB EDRAM传输数据，由於頻寬大，所以FSAA的程度 能夠无限提升，這亦是Xbox 360擁有高性能同时，抗锯齿能力亦十分驚人。之後，ATI建基於Xenos，製造了R600顯示核心。